# آلسیو کیاورینی
آلسیو کیاورینی (انگلیسی: Alessio Chiaverini؛ زادهٔ ۲۰ ژوئیهٔ ۱۹۸۴) بازیکن فوتبال اهل ایتالیا است.
از باشگاه‌هایی که در آن بازی کرده‌است می‌توان به باشگاه فوتبال آنکونا و باشگاه فوتبال پیزا اشاره کرد.